# برهام
برهام هي قرية فلسطينية تقع على بعد اثني عشر كيلومترًا إلى الشمال من رام الله. ترتفع 680 متر فوق سطح البحر يبلغ عدد سكانها حوالي 800 نسمة. يحدها عدة قرى كقرى جيبيا، كوبر وأم صفا، إضافة إلى العديد من البلدات كبلدة بيرزيت، عطارة وأبو شخيدم. تأسست القرية أثناء حكم الإمبراطورية البيزنطية لفلسطين. يعود تسميتها لمقام برهان.

## تاريخها
تم العثور فيها على قطع فخارية من العصر الروماني والبيزنطي والمملوكي.

### العصر العثماني
تم العثور فيها على قطع فخارية من العصر العثماني المبكر. كما أدرجت تحت اسم دير برهان في تعداد 1538-1539. في عام 1838 تم تسجيلها كقرية مسلمة في منطقة بني زيد الإدارية. في عام 1863 أشار فيكتور جورين إلى أنها كانت مقسمة إلى ثلاثة أجزاء. كما أشار أيضًا إلى "مقبرة قديمة منحوتة في الصخر تتكون من حجرة دفن خشنة تحتوي على كوكا واحدة فقط، ويسبقها دهليز. توجد هنا وهناك أساسات قديمة مبنية من أحجار مستخرجة بشكل سيئ. كما توجد بقايا، ربما لكنيسة قديمة."
أظهرت قائمة رسمية للقرى العثمانية تعود إلى عام 1870 تقريبًا أن عدد سكانها بلغ 69 نسمة، على الرغم من أن تعداد السكان شمل الرجال فقط. في عام 1882، وصف مسح فلسطين الغربية الذي أجرته مؤسسة أبحاث فلسطين خربة برهام بأنها: "بضعة منازل على أرض مرتفعة". أشاروا أيضًا إلى أنها "قرية مدمرة، بها كهوف. لا يزال يسكنها عدد قليل من الفلاحين".

### عصر الانتداب البريطاني
في تعداد فلسطين الذي أجرته سلطات الانتداب البريطاني عام 1922، بلغ عدد سكان برهام 74 مسلمًا،  وارتفع في وقت تعداد عام 1931 إلى 122، ما زال جميعهم مسلمين، في 26 منزلًا. في إحصاءات عام 1945 بلغ عدد السكان 150 مسلماً، بينما بلغت المساحة الإجمالية للأرض 1589 دونماً، وذلك وفقاً لمسح رسمي للأراضي والسكان. من بين هذه الأراضي، كانت 191 أرضًا مخصصة للمزارع والأراضي القابلة للري، و787 أرضًا مخصصة للحبوب،  في حين تم تصنيف 6 دونمات كمناطق مبنية.

### العصر الأردني
في أعقاب النكبة عام 1948، وبعد اتفاقيات الهدنة عام 1949، أصبحت برهام تحت الحكم الأردني، وقدر تعداد السكان الأردني لعام 1961 أن عدد السكان بلغ 167 نسمة.

### ما بعد عام 1967
منذ حرب الأيام الستة عام 1967، كانت قرية برهام تحت الاحتلال الإسرائيلي. بعد اتفاقيات عام 1995، تم تعريف 98% من أراضي القرية على أنها أراضي المنطقة ب، في حين تم تعريف الـ 2% المتبقية على أنها أراضي المنطقة ج.
وفقًا للجهاز المركزي للإحصاء الفلسطيني، بلغ عدد سكان قرية برهام 565 نسمة في منتصف عام 2006. في تعداد عام 2007 الذي أجراه الجهاز المركزي للإحصاء الفلسطيني، بلغ عدد سكان البلدة 616 نسمة. بحلول عام 2017، كان عدد السكان 583 نسمة.

## آثارها
أظهرت نتائج المسح الميداني للأبنية القديمة الذي نفذته مؤسسة رواق عام 2000 أن عدد المباني القديمة في القرية بلغ 23 مبنى، منها 20 مبنى تتألف من طابق واحد، وهو يشكل ما نسبته 87 % من إجمالي عدد المباني، فضلاً عن وجود مبنيين يتألفان من طابقين ( 9 %)، ومبنى واحد يتألف من 3 طوابق.

## شخصيات بارزة
- نصير عاروري.